# Galápagos (Spanyolország)
Galápagos egy község Spanyolországban, Guadalajara tartományban. Galápagos El Casar, Valdenuño Fernández, Fuentelahiguera de Albatages, Guadalajara, Valdeaveruelo, Torrejón del Rey és Ribatejada községekkel határos. Lakosainak száma 2748 fő (2024).

## Népesség
A település népessége az utóbbi években az alábbiak szerint változott:
| Lakosok száma | 363  | 678  | 1283 | 2037 | 2174 | 2339 | 2395 | 2403 | 2579 | 2748 |
|               | 2001 | 2004 | 2006 | 2009 | 2011 | 2014 | 2016 | 2019 | 2021 | 2024 |